# 韩潮
韩潮（1974年—），中华人民共和国哲学学者，同济大学人文学院教授、副院长。研究方向为政治哲学与现象学。

## 生平
祖籍安徽。1996年毕业于南京大学。后就读于复旦大学哲学系，获硕士、博士学位。

## 观点
韩潮认为海外新儒家“已经在现代性之前俯首称臣，毫无原则可言”。

## 出版物
- 《海德格尔与伦理学问题》
- 《保守者归来——读曾亦《共和与君主》》，《政治与法律评论》（第二辑），强世功主编，法律出版社，2013年[4]
- 《韩潮.“自然社会”的厚与薄》，《读书》，2016(03):117-125.[5]